# آیکان یاناچ
آیجان یاناچ (انگلیسی: Aycan Yanaç؛ زادهٔ ۲۱ نوامبر ۱۹۹۸) بازیکن فوتبال اهل ترکیه است.
وی همچنین در تیم‌های ملی فوتبال Turkey women's national under-19 football team و زنان ترکیه بازی کرده‌است.
او در برنامه سوروایور ترکیه با اجرای آجون ایلیجای در سال ۲۰۲۰ شرکت کرد.